# Tal'at Harb
Talʿat Harb (25 novembre 1867 – Il Cairo, 23 agosto 1941) è stato un economista egiziano, nonché politico di vaglia.

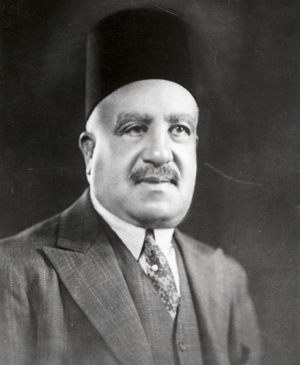
Talʿat Harb

Talʿat Pascià Harb (in arabo  طلعت حرب‎?) è stato nel maggio del 1920 il fondatore della Banca Misr (Banca d'Egitto) e istitutore o propositore di numerose altre società egiziane.

## Attività
La fondazione della Banca Misr, la prima banca concretamente controllata e amministrata dall'Egitto, in cui la lingua araba (lingua nazionale) era costantemente impiegata, costituì il principale passo per stabilire una precisa identità economica nazionale.
L'idea di istituire la Banca Misr cominciò ad affermarsi nel 1907, quanto Talʿat Harb, industriale nazionalista favorevole a un profondo rinnovamento del suo Paese, pubblicò un libro in cui si esortavano gli egiziani a creare una banca nazionale con capitale esclusivamente egiziano. Egli richiamò l'attenzione dei lettori sull'inutilità (e, forse, sulla dannosità) dei fondi d'investimento economici stranieri finalizzati a obiettivi estranei agli interessi dell'Egitto. Egli continuò a lanciare appelli miranti a creare un tessuto connettivo egiziano in campo finanziario ed economico, in ogni occasione che gli si fosse presentata, con un'insistenza davvero notevole. Nel 1911 pubblicò un altro libro, intitolato "The Egyptian Economic Reform and the Nation's Bank Project ", in cui egli spiegava più diffusamente le sue concezioni circa l'indipendenza economica del suo Paese, implicito necessario prodromo per il recupero della propria indipendenza politica e militare.
La Banca aprì nuovi sportelli in tutto il Paese e in diverse altre nazioni: Libano, Siria, Sudan, Yemen e Arabia Saudita.
La Banca, sotto la guida di Talʿat Harb, creò un certo numero di società operanti in vari settori: nel settore tessile, spedizioniero, di stampa, cinematografico, assicurativo e in campo aeronautico, creando la compagnia di bandiera, chiamata Egypt Air (Miṣr li-ṭayrān).
Ricoprì vari posti di responsabilità in numerosi momenti critici per l'economia dell'Egitto, come durante la crisi zuccheriera di Kom Ombo e del commercio del cotone.
Dopo la proclamazione della Repubblica d'Egitto nel 1952, Talʿat Harb fu onorato con la dedicazione di numerose strade e piazze al Cairo e in altre città egiziane. Una sua statua si erge in piazza Talʿat Harb (Mīdān Talʿat Harb) al centro della capitale egiziana, in un punto dal quale si dipartono alcune importanti arterie stradali cairote. Nel 1980, in occasione del 60º anniversario della fondazione della Banca Misr, l'allora presidente della Repubblica Anwar al-Sadat, insignì in maniera postuma Talʿat Harb del "Collare del Nilo", che è la suprema onorificenza egiziana e che normalmente è attribuita a sovrani, capi di Stato e a tutti coloro che hanno reso grandi servizi alla nazione o al genere umano.
Egli avviò anche molti progetti economici in Arabia Saudita, per molti dei quali egli ricevette due onorificenze saudite della "Kiswa della Kaʿba" da re Abd al-Aziz dell'Arabia Saudita nel 1936. Nel 2002 le due medaglie della "Kiswa della Kaʿba" sono state donate dai suoi nipoti a un museo.

## Vita personale
Talʿat Harb perse sua moglie in età relativamente giovane. Sopravvisse alle sue quattro figlie: Fātima, ʿAʾisha, Khadīja e Hoda (prima di morire quest'ultima donò un terreno e assegnò congrui lasciti monetari per la costruzione di un istituto universitario per le malattie cardiache alla Facoltà di medicina dell'Università ʿAyn Shams del Cairo).
Fu commemorato con scritti e poesie dal grande poeta Ahmed Shawqi, Abbas el-Aqqad, Ihsan ʿAbd al-Quddus, Salah Gawdat e dal libano-americano Khalil Gibran.

## Progetti istituiti da Talʿat Harb
Alcuni di essi sono elencati nella presente lista:
- 1920: Banca Misr; capitale (Lire egiziane: LE) 80.000[9]
- 1922: Misr Printing House; capitale LE 5.000
- 1923: The Egyptian Company for Paper Manufacture; capitale LE 30.000
- 1923: Misr Company for Cotton Ginning; capitale LE 30.000
- 1926: The Egyptian Real Estate Co.; capitale LE 116.000
- 1926: Egypt-France Bank; capitale 5 milioni di franchi francesi dell'epoca
- 1927: Misr Weaving Co.; capitale LE 300.000
- 1927: Misr Fishery Co.; capitale LE 20.000
- 1927: Misr Silk Weaving Co.; capitale LE 10.000
- 1927: Misr Linen Co.; capitale LE 45,000
- 1929: Egypt-Syria Bank; capitale 1 milione di lire siriane dell'epoca
- 1930: Misr Transport and Shipping Co.; capitale LE 160.000
- 1932: Egyptian Products Sale Co.; capitale LE 5.000
- 1932: Misr Air Co.; capitale LE 40.000
- 1934: Egypt Travel Co., capitale LE 7.000
- 1934: The Egyptian Company for Leather and Tanning
- 1935: Misr Company for Acting and Cinema (Studio Misr); capitale LE 15.000[10]
- 1935: Misr for Mines and Quarries Co.; capitale LE 40.000
- 1937: Misr for the Manufacture and Trade of Oil; capitale LE 30.000
- 1938: Misr al-Beida for Dyeing, in cooperazione con Bradford, capitale LE 250.000
- 1940: Egypt Medical Pharmaceuticals, capitale LE 10.000
- 1907 Al-Ahli (The National) Sporting Club (assicurando credito al comitato fondatore del circolo.[11][12]